# Málnási református templom
A málnási református templom 1856-ban épült, Málnás központjában található. 
Málnás (románul Malnaș) falu Romániában Kovászna megyében található.
A málnási református egyházközség történelme során kis méretét meghazudtolóan jelentős mértékben vette ki részét az erdélyi református egyház életéből, történelméből. Málnásról indult, vagy ott szolgált templomépítő lelkész, esperes, teológiai professzor, püspök és református író csakúgy, mint  az erdélyi magyar református egyházközségek és iskolák nagy barokk kori író támogatója, gróf bethleni Bethlen Kata udvari papja, kora egyik legnagyszerűbb szónoka.

## A templom leírása
A templom hossza 22 méter, szélessége 10 méter, belső magassága 7 méter. Befogadóképessége a templomhajóban és a karzaton található padokon mintegy 200 fő.
A  21 méter magas torony a templomtól külön, attól mintegy 20 méterre áll. Felső ablakaiból szép kilátás nyílik az Olt völgyére és a felé magasodó Bodoki-havasra. A toronyban befalazott ajtókat találtak, a valamikori vártemplom kapui lehettek.

## Története
Málnás mai református temploma elődje egy kisebb templom volt. 
Nagy valószínűséggel annak őse egy kolostor helyére épült vártemplom volt, ugyanis az épülettől távolabb álló harangtorony mindkét oldalán csúcsíves bejárat látható. Ez arra enged következtetni, hogy az egykori templomot várfal övezte, s a mai torony annak egykori kapubástyájára épült. A harangtornyot többször javították, megemelték. Három részre tagolódik, az első és második részt 1824-ben a régi toronyszerkezet részbeni megtartásával és a közeli Herec-vár köveinek és tégláinak felhasználásával újították meg. A torony harmadik szintje 1905-ben épült meg, akkor nyerte el mai alakját és 21 méteres magasságát.
A református egyház irattárában lévő 1741-ben datált kéziratos könyvben, a diáriumban  található feljegyzés szerint már a 18. században szervezett egyházi élet és oktatás volt Málnáson. Szintén a diáriumban jegyezték fel, hogy Málnás László (1722–1797) Málnás szülötte, kora egyik legnagyszerűbb szónoka, gróf bethleni Bethlen Kata udvari papja, püspöki közügyigazgató, "egyházi író" az "oskolai tanítók" fizetésének emelésére öt háromszéki gyülekezetnek is adott adományt.
Az erősen romló állagú templomot 1830-ban "nemes és nemzetes Huszár Bartók Áron a Málnási Ref. Sz. Ekklésiának megyebírája"  renováltatta. A torony harangját többször beolvasztották ágyúnak, 1848-ban is, de a hívek adakozásából mindig sikerült pótolni.
A 19. század közepére annyira megromlott a templom állapota, hogy már "omladozó félben volt, a terebélyes repedéseken a szél süvöltött be". Az egyházi felsőbbség  egy vizitációja során életveszélyessé minősítette és "kijavításáig benne istentiszteletek tartását ellenjavallta".
Ekkor Benkő János, a helyi lelkész és Málnási Zsigmond számadó gondnok ösztönzésére 1853 márciusában a régi templom lebontását és egy új, nagyobb megépítését határozta el a presbitérium. Az egyházközség erdejének egy részét betáblázták Kis Gábor és Vitályos Gábor nevére, majd a tőlük kapott kölcsönből kezdték meg a munkát. A munkálatokra helyi, vagy környékbeli mestereket kértek fel. 1854 júniusában 36 szekér egy héten át hordta a közeli kőfejtőből, a sepsibükszádi bányából a falakhoz szükséges köveket. Bádogból viotorlát és gombot Kátai Zsigmond helyi tanító adományozott. A nyílászárókat, az Úrasztalát, a szószékkoronát, a mózesszéket és a padokat Szígyártó József bodoki harangozó és asztalosmester 1856 tavaszára készítette el, három évre rá már az orgona is elkészült. 
Az új templom Benkő János vezetésével 3 év alatt épült fel, 1856-ban szentelték fel. Orbán Balázs ekkor járta be a Székelyföldet, leírása szerint akkoriban a málnási gyülekezet 541 lelket számlált. Ez a szám az 1910-es népszámlálás idejére 810-re nőt.
A templom mellé Tőkés József esperes szolgálati idejében a kor legmodernebb építészeti vívmányait felhasználva 1911-ben építettek új parókiát.  
A templomot később többször renoválták, 1956-ban a templomépítés centenáriumára felújították. Az 1977-es nagy földrengés a templom északi falát rongálta meg, amely nagyobb javítást igényelt. 2004-ben a tornyot, 2007-ben a templomot újította fel a gyülekezet. Ezek a felújítások nem hoztak magukkal formai változásokat.

## Málnás református lelkészei

### Málnáson szolgált református lelkipásztorok
- Szárazajtai Incze Benjámin 1767-ig
- Aldobolyi Bitai Ferenc 1767–1783
- Gidófalvi Balogh Gábor 1783–1792
- Kováts Antal 1792–1794
- Keresztes József 1794–1832
- Bitai László 1832–1850
- Benkő János 1850–1890

Benkő János (1822. december 26.–1890) , tudós erdélyi református lelkészek, Benkő József nyelvész, történész, botanikus és Benkő Ferenc mineralógus utóda; Szabó Mihály volt mohácsi református lelkész dédapja
- Kálnoki Kis Gyula 1891–1908
- Tőkés József 1909–1951

Tőkés József (1884–1951) református esperes lelkész, Tőkés László nagyapja
- Ferencz János 1951–1978
- Bács János 1978–2003
- Márk Gyula 2003–2011
- Balla Barna 2011–

### Málnáson született református lelkipásztorok
- Málnáson született 1845-ben Bartók György kolozsvári református püspök, egyházi író.
- Málnáson született (1916. augusztus 8. – Kolozsvár, 2016. január 15.) Tőkés István református lelkész, egyházi író, teológiai professzor, Tőkés László édesapja.

## Gyülekezeti élet
A málnási református gyülekezet a mélyre nyúló gyökereiből a 2000-es években is élni akart, s bár a lélekszáma 2016-ra 290-re fogyott, sokszínű életet él. Az istentiszteleti alkalmak mellett bibliaórákat, a gyerekeknek vallásórákat, a serdülőknek konfirmációi felkészítő órákat tartanak, sőt, még egy furulyacsoportot is létrehoztak.